# Односи Јужног Судана и Судана
Односи Јужног Судана и Судана званично су успостваљени 9. јула 2011. године када је Судан, као прва држава признале независност ове земље. Ове две државе имају неколико нерешених територијалних питања међу којима су региони Абјеј, Плави Нил и Нубијске планине, где живи већинско јужносуданско становништво. Наиме, Јужни Судан је 9. јула 2011. изборио независност од северног Судана. Један од највећих проблема у односима био је различити религијски састав становништва.